# Auguste Forel
Auguste-Henri Forel (n. 1 septembrie 1848, Morges⁠(d), cantonul Vaud, Elveția – d. 27 iulie 1931, Yvorne, cantonul Vaud, Elveția) a fost un mirmecolog, psihiatru și eugenist elvețian, notabil pentru investigațiile sale asupra structurii creierului uman și a furnicilor. Este considerat co-fondator al doctrinei neuronului. Forel este, de asemenea, cunoscut pentru contribuțiile sale timpurii la sexologie și psihologie. Din 1978 până în 2000, imaginea lui Forel a apărut pe bancnota francului elvețian de 1000 de franci.